# 辰阳街道
辰阳街道是中华人民共和国湖南省常德市汉寿县下辖的一个街道办事处。

## 行政区划
辰阳街道下辖以下村级行政区划单位：
杨旗咀社区、大杨镇社区、双板桥社区、纽口河村、大杨村、岩屋场村、宝台村、创业村、仓儿总村、席家嘴村、白鹤洲村和东洲生活区。